# Clare (Illinois)
Clare és una comunitat no incorporada al comtat de DeKalb, Illinois, Estats Units, al nord-oest de Sycamore. Clare té una oficina de correus amb el codi postal 60111.